# Кронверк

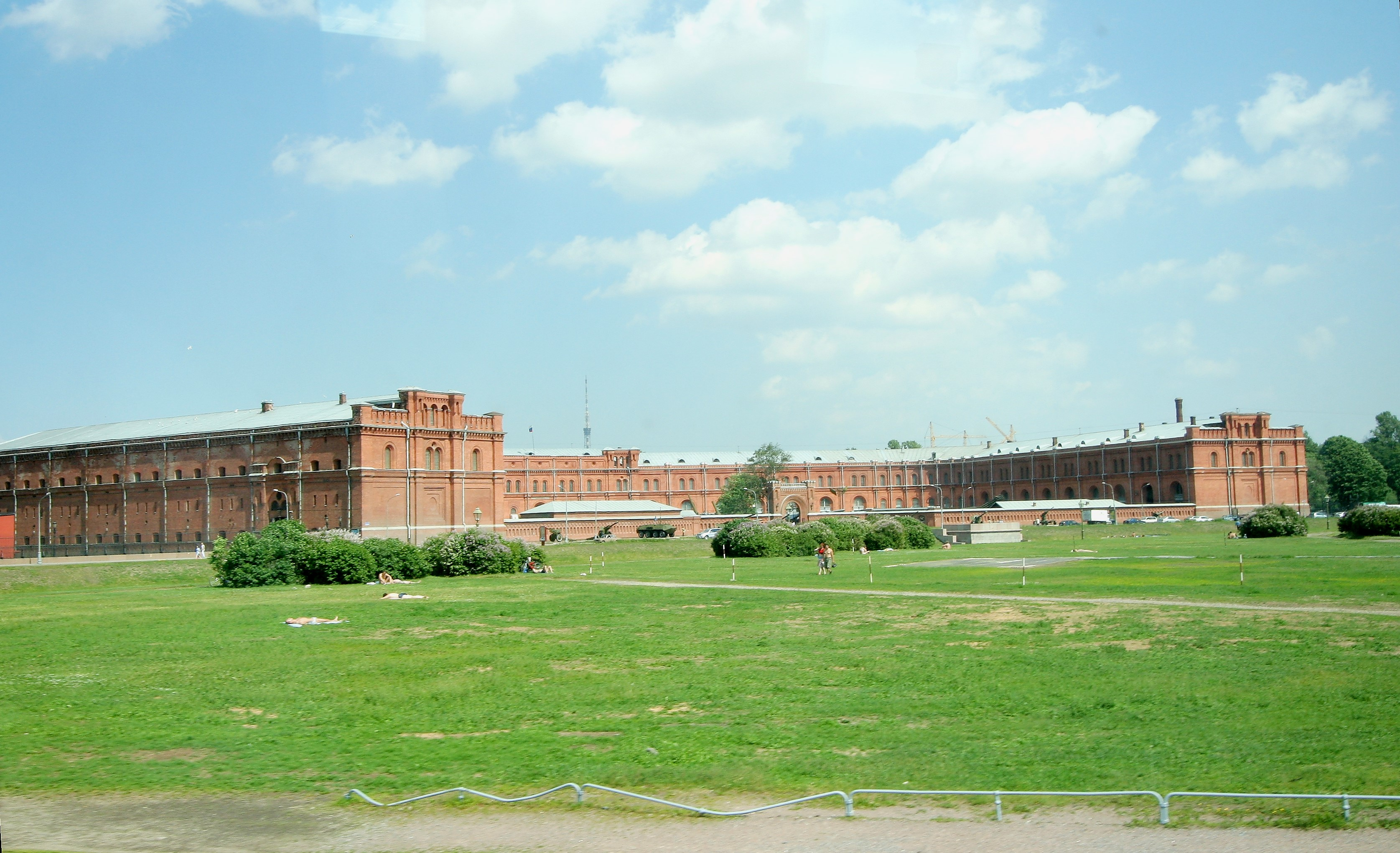
Кронверк, на якому розміщений Музей Петропавлівської фортеці

Кронверк (нім. Kronwerk; від нім. Krone — «корона» + нім. Werk — «будова») — короноподібне укріплення, зовнішнє укріплення фортеці, що служило для посилення фортечного фронту. Кронверк складався з одного бастіону і двох напівбастіонів (на флангах), які надавали йому вигляд корони. Укріплення створювалися навпроти фортечних куртин, а іноді — перед бастіонами. Кронверк з'єднувався із фортецею двома довгими блоками.
Кронверки винайшов Франческо Маркі, широко використовувати їх почали у Нідерландах. Особливо популярним використання кронверків було у XVI–XVIII століттях. Їх використовували для розширення укріпленого району в певному напрямі, часто для того, щоб захистити міст, не дати ворогу зайняти площу висоти, або просто зміцнити загальні укріплення в очікуваному напрямку атаки.